# 2008년 한국프로야구
한국프로야구의 2008년 시즌은 대한민국의 8개 프로 야구구단들이 참가하여 2008년 3월 29일부터 시작되었다.

## 변경된 사항
지난 2007 시즌까지 참가했던 현대 유니콘스가 해체되었고, 우리 히어로즈가 현대의 인적자원들을 인수 · 인계하며 빈 자리를 메웠다.
우리 히어로즈는 스폰서인 우리담배가 2008년 7월 4일 메인 스폰서로서의 모든 권리 행사를 중단하겠다고 선언하면서 메인 스폰서를 잃게 되었고, 2008년 8월 26일부터 우리 히어로즈에서 히어로즈로 명칭이 변경되었다. 그리고 넥센 히어로즈로 변경되었다가 현재의 키움 히어로즈로 이어지게 된다.

## 달라진 규정
- 경기 시작 시간: 주중 경기는 18:30, 주말 및 공휴일 경기는 3월부터 5월까지는 14:00, 6월부터는 17:00이다.
- 무제한 연장전: 지난 시즌까지의 연장전은 이닝 수가 제한(페넌트레이스:12회, 포스트시즌:15회)되어 제한 이닝 내에 승부가 나지 않으면 무승부가 되었지만, 이 시즌에서는 시간과 이닝의 제한 없이 마지막까지 승패를 가리게 되었다. 단, 이 규정은 1년 만에 폐지되었다.
- 1군 등록 인원: 엔트리 등록 인원을 전년도 26명 등록, 24명 출장에서, 26명 등록, 25명 출장으로 변경하였다.
- 서머리그 폐지: 지난 시즌에 실행되었던 서머리그는 폐지되었다.
- 상금 배분: 페넌트레이스 1위팀에게 포스트시즌 배당금의 25%를 상금으로 시상하게 된다.
- 포스트 시즌 경기방식: 지난 시즌에는 준플레이오프 3전 2선승제, 플레이오프 5전 3선승제, 한국시리즈 7전 4선승제였던 것을 준플레이오프 5전 3선승제, 플레이오프 7전 4선승제, 한국시리즈 7전 4선승제로 확대하였다.
- 일정 : 베이징 올림픽 기간 동안 휴식기를 가졌다. 올스타전 직후인 8월 3일부터 8월 25일까지 3주간 프로야구를 쉬었다.

## 선수 이동

### 시즌 전
- 다윈 쿠비얀 : 한신 타이거즈(일본) → SK 와이번스
- 제이미 브라운 : 삼성 라이온즈 → LG 트윈스
- 제이콥 크루즈 : 한화 이글스 → 삼성 라이온즈
- 제이슨 스코비 : KIA 타이거즈 → 히어로즈
- 다니엘 리오스 : 두산 베어스 → 도쿄 야쿠르트 스왈로스(일본)
- 임창용 : 삼성 라이온즈 → 도쿄 야쿠르트 스왈로스(일본)
- 손지환 : KIA 타이거즈 → 삼성 라이온즈
- 윤재국 : 두산 베어스 → 한화 이글스
- 추승우 : LG 트윈스 → 한화 이글스(방출후 영입)
- 마해영 : LG 트윈스 → 롯데 자이언츠(방출후 영입)
- 강동우 : 두산 베어스 → KIA 타이거즈

### 시즌 중
- 이성열 : LG 트윈스 → 두산 베어스
- 최승환 : LG 트윈스 → 두산 베어스
- 이재영 : 두산 베어스 → LG 트윈스
- 김용의 : 두산 베어스 → LG 트윈스
- 전병두 : KIA 타이거즈 → SK 와이번스
- 김연훈 : KIA 타이거즈 → SK 와이번스
- 채종범 : SK 와이번스 → KIA 타이거즈
- 이성우 : SK 와이번스 → KIA 타이거즈
- 김형철 : SK 와이번스 → KIA 타이거즈
- 심광호 : 한화 이글스 → 삼성 라이온즈
- 이여상 : 삼성 라이온즈 → 한화 이글스
- 진필중 : 히어로즈 (신고선수 계약)

### 시즌 후
- 이혜천 : 두산 베어스 → 도쿄 야쿠르트 스왈로스 (해외진출)
- 홍성흔 : 두산 베어스 → 롯데 자이언츠 (FA 이적)
- 이원석 : 롯데 자이언츠 → 두산 베어스 (홍성흔 FA 이적에 따른 보상선수)
- 덕 클락 : 한화 이글스 → 히어로즈
- 강동우 : KIA 타이거즈 → 한화 이글스
- 신종길 : 한화 이글스 → KIA 타이거즈
- 안경현 : 두산 베어스 → SK 와이번스
- 양승학 : SK 와이번스 → 한화 이글스

## 시범 경기
- 기간:3월 12일 ~ 3월 23일

| 순위 | 구단 | 승 | 무 | 패 | 승률  | 승차 |
| ---- | ---- | -- | -- | -- | ----- | ---- |
| 1위  | KIA  | 10 | 0  | 3  | 0.769 | 0.0  |
| 2위  | 삼성 | 8  | 2  | 3  | 0.727 | 1.0  |
| 3위  | 롯데 | 7  | 0  | 5  | .583  | 2.5  |
| 4위  | 한화 | 6  | 1  | 6  | 0.500 | 3.5  |
| 5위  | 두산 | 4  | 1  | 5  | 0.444 | 4.0  |
| 6위  | LG   | 4  | 1  | 7  | 0.364 | 5.0  |
| 7위  | SK   | 4  | 0  | 8  | 0.333 | 5.5  |
| 8위  | 우리 | 2  | 1  | 8  | 0.200 | 6.5  |

## 정규 리그
- 기간 : 3월 29일 ~ 7월 31일
- 잔여경기 : 8월 26일 ~ 10월 5일

### 팀 순위
| 순위 | 구단          | 승 | 패 | 승률  | 승차 |
| ---- | ------------- | -- | -- | ----- | ---- |
| 1위  | SK 와이번스   | 83 | 43 | 0.667 | 0.0  |
| 2위  | 두산 베어스   | 70 | 56 | 0.556 | 13.0 |
| 3위  | 롯데 자이언츠 | 69 | 57 | 0.548 | 14.0 |
| 4위  | 삼성 라이온즈 | 65 | 61 | 0.516 | 18.0 |
| 5위  | 한화 이글스   | 64 | 62 | 0.508 | 19.0 |
| 6위  | KIA 타이거즈  | 57 | 69 | 0.452 | 26.0 |
| 7위  | 우리 히어로즈 | 50 | 76 | 0.397 | 33.0 |
| 8위  | LG 트윈스     | 46 | 80 | 0.365 | 37.0 |

### 통계

#### 타자 TOP
| 부문      | 선수            | 기록 |
| --------- | --------------- | ---- |
| 타율(AVG) | 김현수 (두산)   | .357 |
| 홈런(HR)  | 김태균 (한화)   | 31   |
| 타점(RBI) | 가르시아 (롯데) | 111  |
| 득점(R)   | 이종욱 (두산)   | 98   |
| 안타(H)   | 김현수 (두산)   | 168  |
| 도루(SB)  | 이대형 (LG)     | 63   |

#### 투수 TOP
| 부문          | 선수          | 기록 |
| ------------- | ------------- | ---- |
| 승리(W)       | 김광현 (SK)   | 16   |
| 패전(L)       | 정찬헌 (LG)   | 13   |
| 평균자책(ERA) | 윤석민 (KIA)  | 2.33 |
| 탈삼진(SO)    | 김광현 (SK)   | 150  |
| 이닝(IP)      | 봉중근 (LG)   | 186⅓ |
| 세이브(SV)    | 오승환 (삼성) | 39   |
| 홀드(HLD)     | 정우람 (SK)   | 25   |

### 달성 기록
| 기록                            | 선수              | 날짜     | 회 | 구장     | 기타   |
| ------------------------------- | ----------------- | -------- | -- | -------- | ------ |
| 사상 첫 개인 통산 2000경기 출장 | 전준호 (히어로즈) | 6월 7일  |    | 대전구장 | 18시즌 |
| 사상 첫 번째 3루타 100개 달성   | 전준호 (히어로즈) | 9월 11일 |    | 사직구장 |        |

## 포스트 시즌
경기 득점 기록에서 기울임은 홈팀을, 진하게는 승리팀을 나타낸다.

### 준 플레이오프
- 기간:10월 8일 - 10월 11일
- 정규리그 3위팀 롯데 자이언츠 v.s 정규리그 4위팀 삼성 라이온즈

삼성 3-0 승
10월 8일 - 삼성 12, 롯데 3
10월 9일 - 삼성 4, 롯데 3
10월 11일 - 삼성 6, 롯데 4

### 플레이오프
- 기간:10월 16일 - 10월 23일
- 정규리그 2위팀 두산 베어스 v.s 준플레이오프 승리팀 삼성 라이온즈

두산 4-2 승
10월 16일 - 두산 8, 삼성 4
10월 17일 - 삼성 7, 두산 4
10월 19일 - 삼성 6, 두산 2
10월 20일 - 두산 12, 삼성 6
10월 21일 - 두산 6, 삼성 4
10월 23일 - 두산 5, 삼성 2

### 한국시리즈
- 기간:10월 26일 - 11월 3일
- 정규리그 1위팀 SK 와이번스 v.s 플레이오프 승리팀 두산 베어스

SK 4-1 승
10월 26일 - 두산 5, SK 2
10월 27일 - SK 5, 두산 2
10월 29일 - SK 3, 두산 2
10월 30일 - SK 4, 두산 1
10월 31일 - SK 2, 두산 0

## 시즌 화제

### 야구 국가 대표팀의 베이징 올림픽 금메달 획득
김경문 감독이 이끄는 야구 국가대표팀은 베이징 올림픽에 참가하여, 9전 전승의 기록으로 최초로 금메달을 획득한다.

### SK 와이번스의 2연패
김성근 감독이 지휘하는 SK 와이번스는 2007년에 이어 2008년에도 페넌트레이스1위와 한국시리즈 우승을 거머쥔다. 준우승은 작년과 마찬가지로 두산 베어스였다.

### 롯데 자이언츠8년만의 포스트시즌 진출
2001년부터 8-8-8-8-5-7-7 위를 기록하여 7년 동안 포스트 시즌에 진출하지 못한 롯데 자이언츠는 2008 시즌을 맞아 사상 첫 외국인 감독인 제리 로이스터 감독을 영입한다. 새로운 감독의 지휘 아래 선수단은 분위기를 쇄신하여 정규리그 3위의 성적으로 포스트 시즌에 진출한다. 하지만 준 플레이오프에서 정규리그 4위인 삼성 라이온즈를 맞아 단 1승도 거두지 못한 채 3연패로 플레이오프 진출에 실패한다.

### 히어로즈 사태
히어로즈 구단은 우리담배의 네이밍 스폰서를 받아 '우리 히어로즈'란 명칭으로 2008 시즌을 출발하였다. 하지만 서울 입성금 납부조건을 놓고 LG 트윈스, 두산 베어스측과 이견이 생겼다.히어로즈는 1차 지명권도 폐지되는 마당에 서울 입성금을 받으려면 과거 MBC청룡이나 현대유니콘스처럼 홈구장 사용권을 양도하던지 그렇지 않으면 최소한 서울 지역에 프로야구를 유치할만한 다른 경기장을 마련해주어야 한다는 것이었다.권리금이라함은 상관례상 영업장소와 그에 기반한 시설,장비등을 공여하는 대가에 해당하지만 LG 트윈스, 두산 베어스는 석연치 않게 이를 묵살하였다.이에 따라 히어로즈는 2008년 6월말 납부 예정이었던 가입금을 직접 납부하지 않고 공탁절차를 밟는 한편 히어로즈가 우선 집행한 목동구장 수리비용을 정산해 줄 것을 최고한다. 하지만 이 사건은 히어로즈가 가입금을 납부하지 않은 것처럼 악의적으로 각색하여 보도되었고 자금난에 시달리던 우리담배측은 이를 빌미로 스폰서계약 취소를 통보하게 되었다.이로 인해 시즌 중 팀 명칭이 '히어로즈'로 변경된다.

### 전준호, 김민재 등 노장들의 기록달성
히어로즈의 좌익수 전준호가 첫 2000경기 출장, 3루타 100개, 18년 연속 두자릿수 도루를 기록한다. 또 한화 이글스의 김민재와 히어로즈의 김동수가 2,000경기 출장을 기록한다.

### 성구회조직
성구회(星球會 - Diamond Club)가 출범한다. 초대멤버는 양준혁, 송진우, 전준호이다.

### 그 외
- 프로야구 TV중계가 4곳으로 늘어나면서 전경기 중계가 가능해졌다.
- 메이저 리그 공급업체인 뉴-에라(New Era)가 KBOP와 손을잡고 상품을 판매하기 시작했다.